# Сервис, Роберт Джон
Ро́берт Джон Се́рвис (англ. Robert John Service; род 29 октября 1947, Великобритания) — британский историк, специалист по истории СССР от Октябрьской революции до смерти Сталина (1917-1953). Профессор русской истории в Оксфордском университете, старший научный сотрудник Гуверовского института Стэнфордского университета. Член британской академии общественных наук. Автор биографий Ленина (2000), Сталина (2004), Троцкого (2009), истории коммунистического движения («Товарищи»).

## Биография
Учился в Королевском колледже Кембриджа, где изучал русский и древнегреческий языки. Работал в Эссекском и Ленинградском университетах. Преподавал в Килском университете, затем в Университетском колледже Лондона, с 1998 года по настоящее время — в Оксфордском университете.

## Критика
Произведения Сервиса подвергались критике за фактологические ошибки и антикоммунистическую предубеждённость как со стороны троцкиста Дэвида Норта, так и со стороны коллеги Сервиса по Гуверовскому институту историка Бертрана Пэтноуда (рецензия в The American Historical Review).

## Научные труды
- The Bolshevik Party in Revolution 1917-23: A Study in Organizational Change (1979)
- A History of Twentieth-Century Russia (1997)
- The Russian Revolution, 1900-27 (Studies in European History) (1999)
- A History of Modern Russia, from Nicholas II to Putin (1998, Second edition in 2003)
- Lenin: A Biography (2000)
- Russia: Experiment with a People (2002)
- Stalin: A Biography (2004), Oxford, 715 pages ill. ISBN O-330-41913-7(2004)[3]
- Comrades: A World History of Communism (2007)
- Trotsky: A Biography (2009)[4][5][6]
- The Penguin History of Modern Russia From Tsarism to the 21st Century (1997)[7]
- Spies and Commissars: Bolshevik Russia and the West (2011)